# Racing Bejrut
Racing Beirut (ar. الراسينغ بيروت) – libański klub piłkarski z Bejrutu, grający obecnie w pierwszej lidze libańskiej.

## Historia
Racing Bejrut został założony w 1950 roku. Pod względem zdobytych tytułów mistrzowskich zajmuje szóste miejsce Wywalczył ich trzy (stan na 2015 rok). Pierwsze mistrzostwo kraju zdobył w 1956, a kolejne w 1965 i 1970 roku. Racing Bejrut dwukrotnie grał w finale Pucharu Libanu w 1958 i 1948 roku. Oba te mecze przegrał - pierwszy 1:2 z Al-Nahda, a drugi 0:1 z Homenetmen Bejrut.

## Sukcesy
- I liga: 3

1956, 1965, 1970
- Puchar Libanu:

finalista: 1945, 1948